# Bölzer
Bölzer — швейцарская блэк-дэт-метал-группа из Цюриха, основанная в 2008 году. На сегодняшний день они выпустили четыре EP, а их дебютный студийный полноформатный альбом Hero вышел 25 ноября 2016 года на лейбле Iron Bonehead Productions.
EP Aura 2013 года вызвал значительное одобрение со стороны музыкальных критиков и поклонников метала. Несмотря на свою короткую продолжительность, он часто описывался как один из лучших метал-релизов 2013 года такими сайтами, как NPR Music и Stereogum. NPR назвали группу «одним из самых больших примеров успеха экстремального метала в 2014 году».

## История
Группа была образована в 2008 году Окоем Джонсом и Фабианом Виршем. Свой первый EP, Roman Acupuncture, они выпустили только 17 октября 2012 года. Свой второй EP, Aura, коллектив выпустил 13 мая 2013 года на лейбле Iron Bonehead Productions. Aura вызвал значительное одобрение со стороны музыкальных критиков и поклонников металла, а Stereogum позже написал, что «шумиха вокруг них поднялась до тревожных высот». EP был назван одним из лучших метал-релизов 2013 года и «глотком свежего воздуха», а его успех обеспечил группе места на крупных музыкальных фестивалях по всему миру. Stereogum назвал его 12-м лучшим метал-релизом 2013 года, написав: «Слушая Aura, вы словно попадаете в искажённую атмосферу, пьяный взгляд через калейдоскоп с основой из бласт-бита. Композиция „Entranced By The Wolfshook“ открывает трехтрековый EP — это слишком короткое введение в группу, у которой все впереди».
Bölzer выпустили свой третий EP Soma 11 августа 2014 года на лейбле Invictus Productions. Soma также получил очень положительные отзывы от музыкальных критиков. The Quietus назвал альбом «второй стороной Aura» и написал: «То, как группа жестоко бьёт наповал, а затем с лёгкостью возвращается в тень, требует времени для освоения. И хотя на данный момент группа выпустила всего несколько песен, мы уже привыкли ожидать от Bölzer такого мгновенного напряжения и мастерства разрядки». Позже в том же году группа выступила на Maryland Deathfest, своём первом концерте в США, а затем отправилась в турне по Латинской Америке вместе с Grave Miasma.
В мае 2016 года было сказано, что группа вошла в студию для записи своего дебютного полноформатного альбома Hero, который будет выпущен на лейблах Iron Bonehead и Invictus Productions позднее в 2016 году. 12 сентября группа выпустила песню «I Am III», подтвердив, что альбом выйдет 25 ноября 2016 года. 24 октября группа выпустила второй трек с альбома под названием «Spiritual Athleticism». Официальный релиз Hero состоялся 25 ноября 2016 года и получил в целом положительные отзывы музыкальных критиков.
В августе 2017 года группа отправилась в тур по западному побережью США, а в сентябре начала тур Continental Crucifixion по Европе вместе с Svartidauði, Archgoat и Eggs of Gomorrh.
15 апреля 2019 года Bölzer объявили, что запись грядущего EP завершена, а также подтвердили даты концертов с Dødheimsgard, Blaze of Perdition и Matterhorn. В октябре того же года группа выпустила сингл «A Shepherd In Wolven Skin» и уточнила, дату выхода EP. Он был записан Томасом Таубе в студии Five Lakes Studio, Бавария. Lese Majesty был выпущен на собственном лейбле группы Lightning & Sons 15 ноября 2019 года.
В начале февраля 2022 года группа отыграла два концерта в России — в Москве и Санкт-Петербурге — 4 и 5 числа соответственно.

## Стиль
Хотя стиль группы в целом можно отнести к смешению элементов дэт-метала и блэк-метала, критики отмечают нестандартный подход группы к этим жанрам. В рецензии на их EP Aura 2013 года рецензент Sputnikmusic написал, что группа расширяет границы жанра, и описал группу как «авантюрный гибрид экстремального метала», который «фильтруется сквозь завесу безумной и величественной психоделии и грязного бласт-бита, сменяющегося отвратительными дум-металлическими пассажами». NPR Music сравнил EP с Celtic Frost и Incantation, «подпитываемыми свитками сложных риффов и тяготеющими к думу».

## Состав
- KzR (Okoi Therry Jones) — вокал, десятиструнная гитара
- HzR (Fabian Wyrsch) — ударные

## Дискография

### Студийные альбомы
- Hero (2016)

### EP
- Roman Acupuncture (2012)
- Aura (2013)[5]
- Soma (2014)[18][19][20][21][6][22]
- Lese Majesty (2019)[23][24][25][26][27]